# Lac de Barbazan
Le lac de Barbazan est un lac français situé sur la commune de Barbazan en Haute-Garonne, dans la région Occitanie.

## Description
Le lac de Barbazan est d'origine glaciaire et a une superficie d'environ 2,8 hectares.
Depuis 1985, le lac est un site inscrit et répertorié en ZNIEFF de type 1. 
Il a également été inventorié lors du programme « LIFE Tourbières » dans les années 1990. 
Depuis 2013, la commune de Barbazan, adhérent à la CATZH pour la partie communale, s’est engagée à conserver sa zone humide.
Plusieurs espèces végétales protégées dans la région Midi-Pyrénées et rares pour le département de la Haute-Garonne ont été recensées sur une surface relativement réduite :
- le nénuphar jaune (Nuphar lutea) ;
- le marisque (Cladium mariscus) ;
- la laîche à deux nervures (Carex binervis) ;
- la fougère des marais (Thelypteris palustris).

Concernant la faune, le cuivré des marais (Lycaena dispar), protégé en France et relevant de l'annexe II de la directive « Habitats-Faune-Flore, 92/43/CEE », vole dans la partie ouest de ce site. Ce papillon, rare en Midi-Pyrénées, vit dans le complexe de prairies humides.

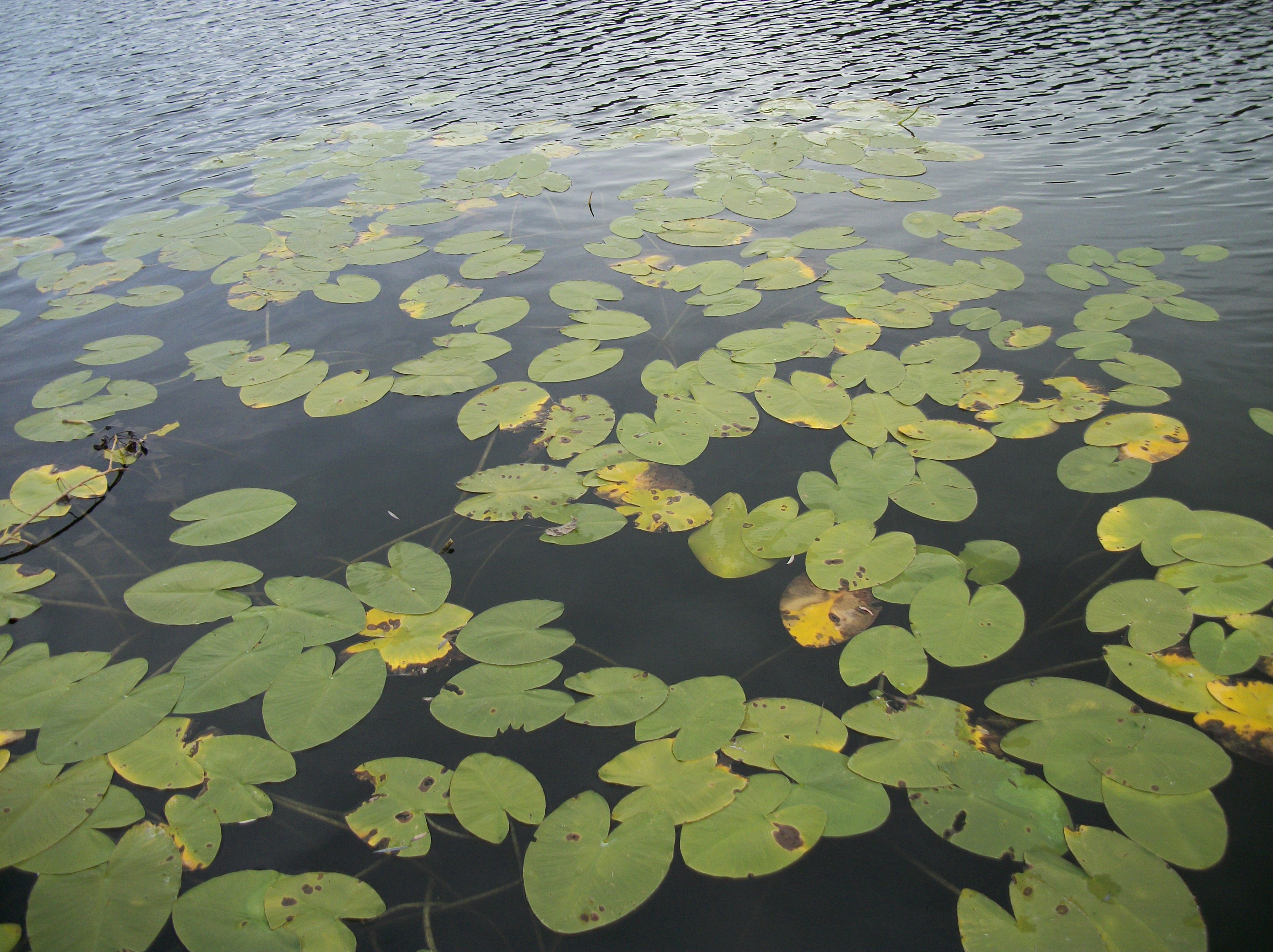
Nénuphar jaune au lac de Barbazan.
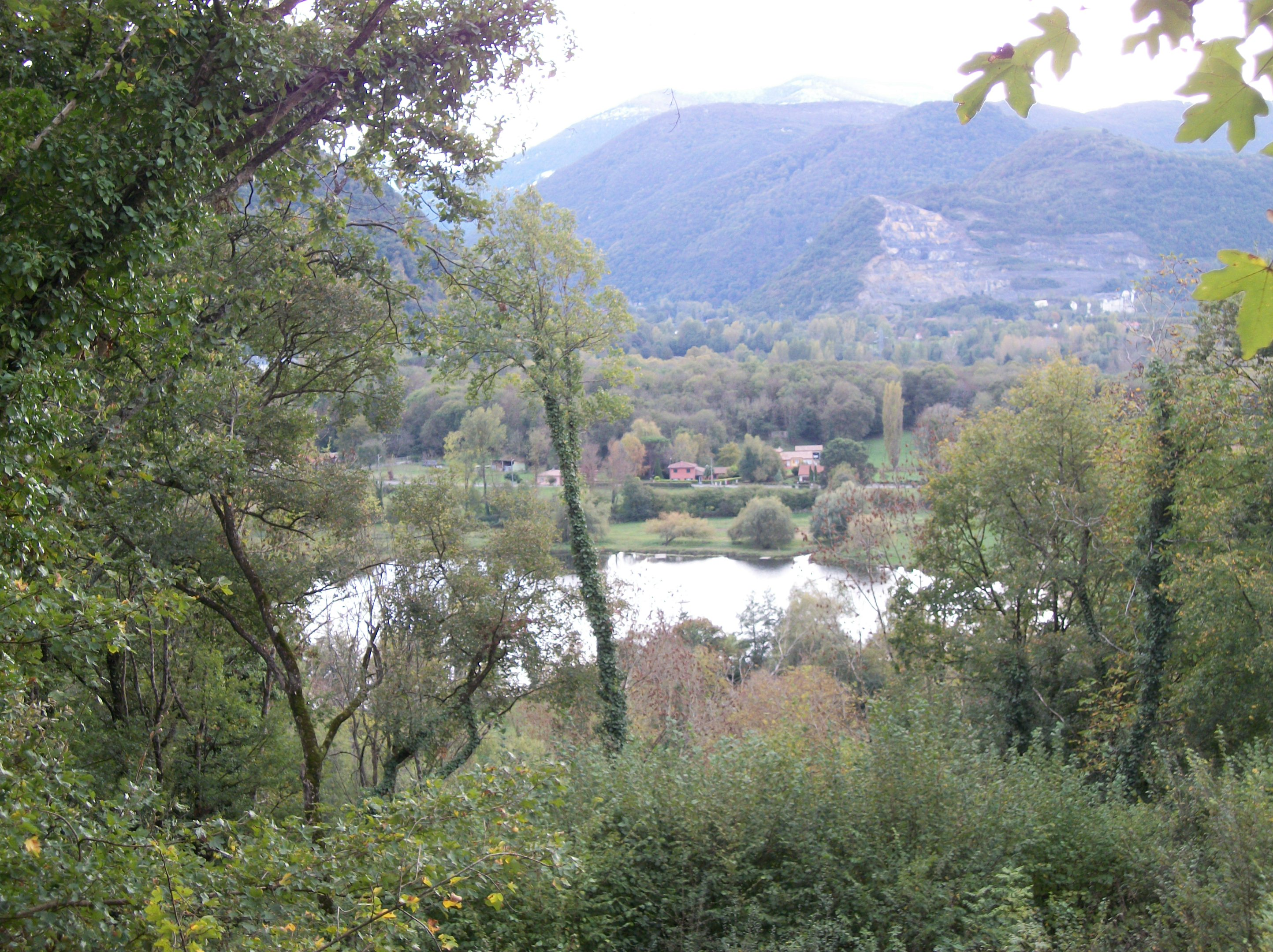
Vu du lac de Barbazan depuis la côte de Burs.
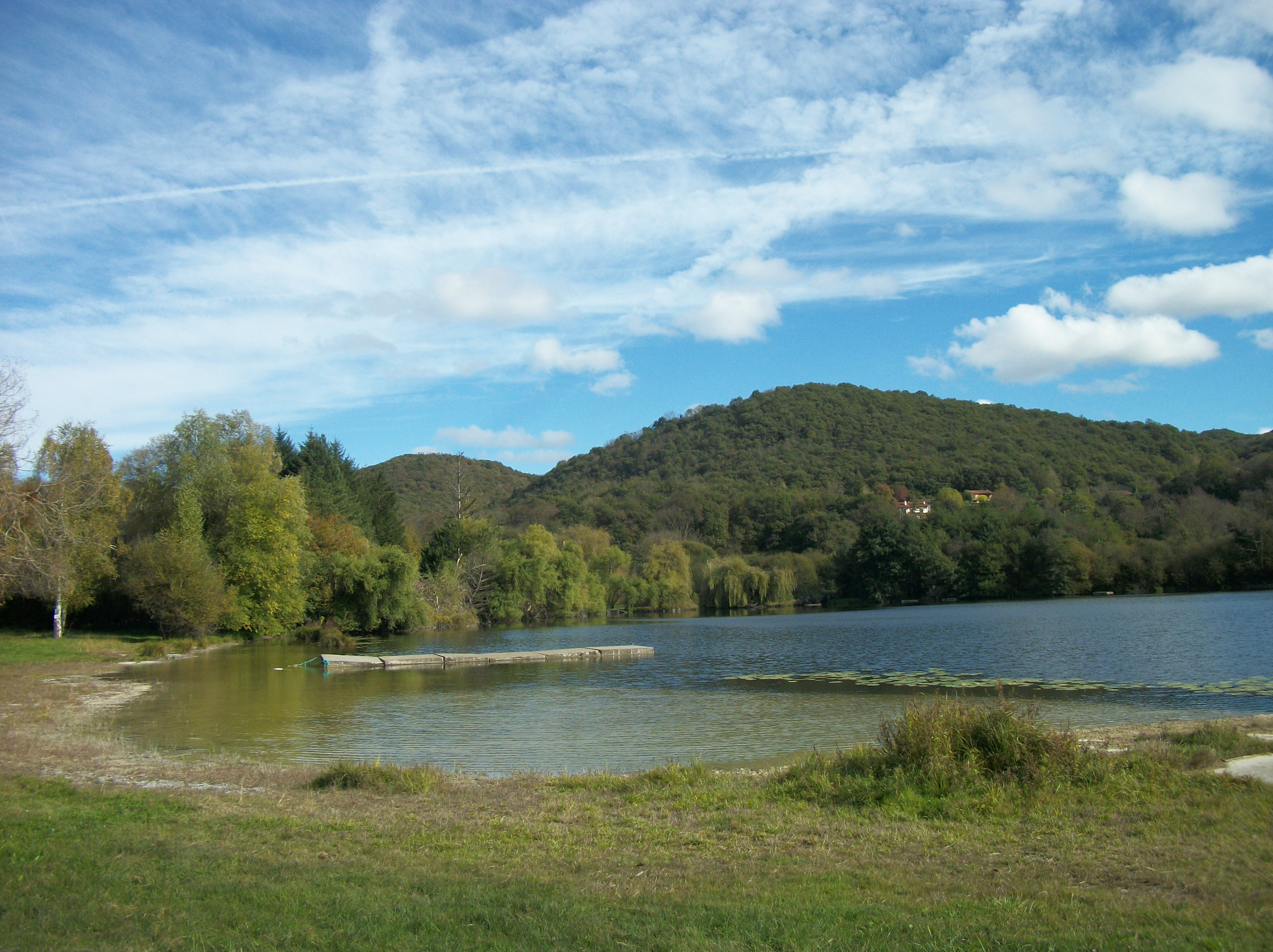
Lac de Barbazan avec tapis de nénuphar jaune sur la droite.
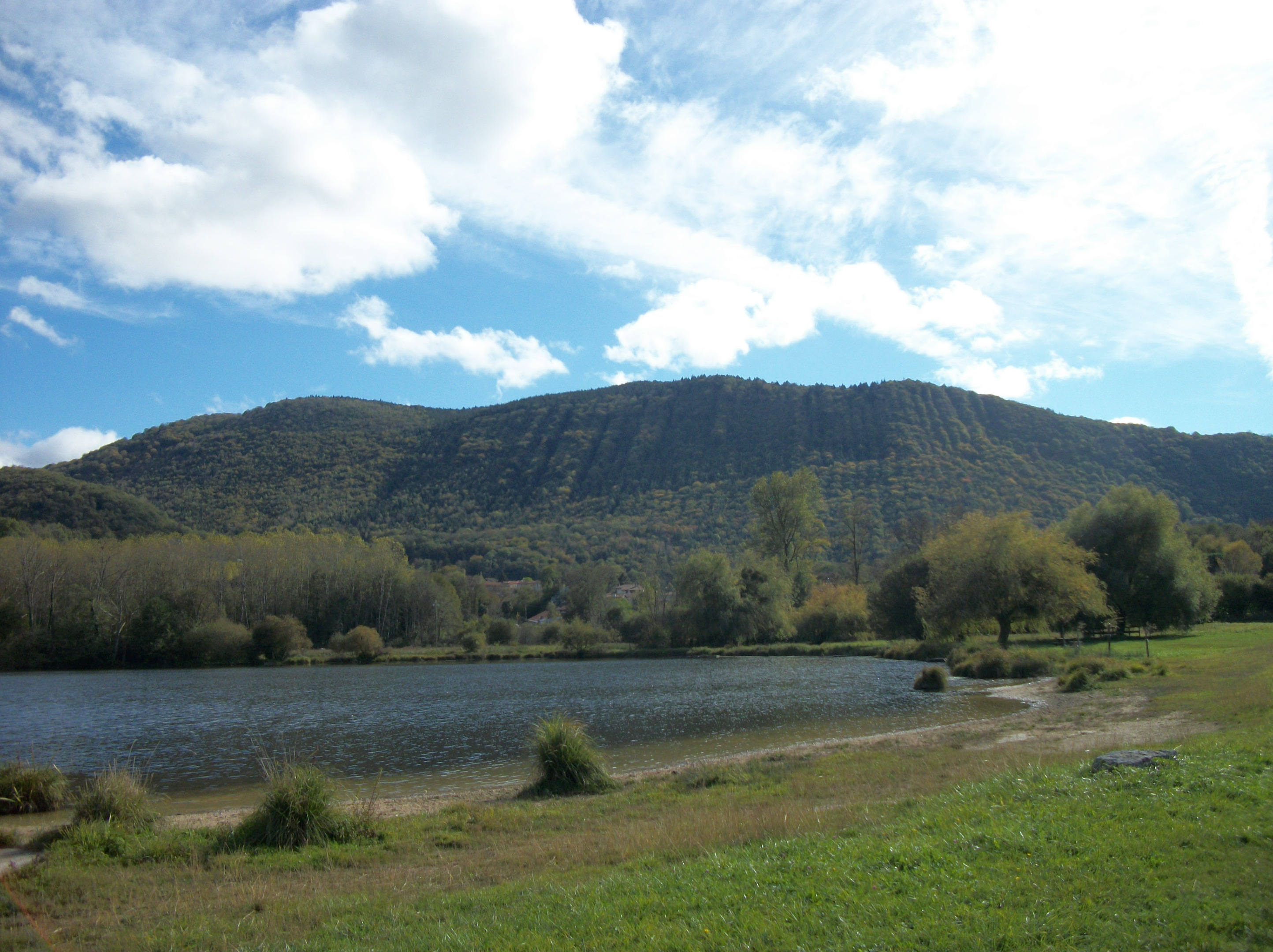
Lac de Barbazan, partie communale avec plantation de jeunes arbres sur la droite.

## Pêche
Ce plan d'eau est classé en première catégorie.

## Légende
Selon un texte apocryphe, la Lettre d'Hérode à Pilate, Salomé (fille d'Hérodiade) mourut en passant sur un lac glacé : la glace se brisa et elle tomba jusqu'au cou dans l'eau. La glace se reforma autour de son cou, laissant apparaître sa tête comme posée sur un plateau d'argent. On situe généralement cette légende au lac de Barbazan.